# Salisbury-Steak

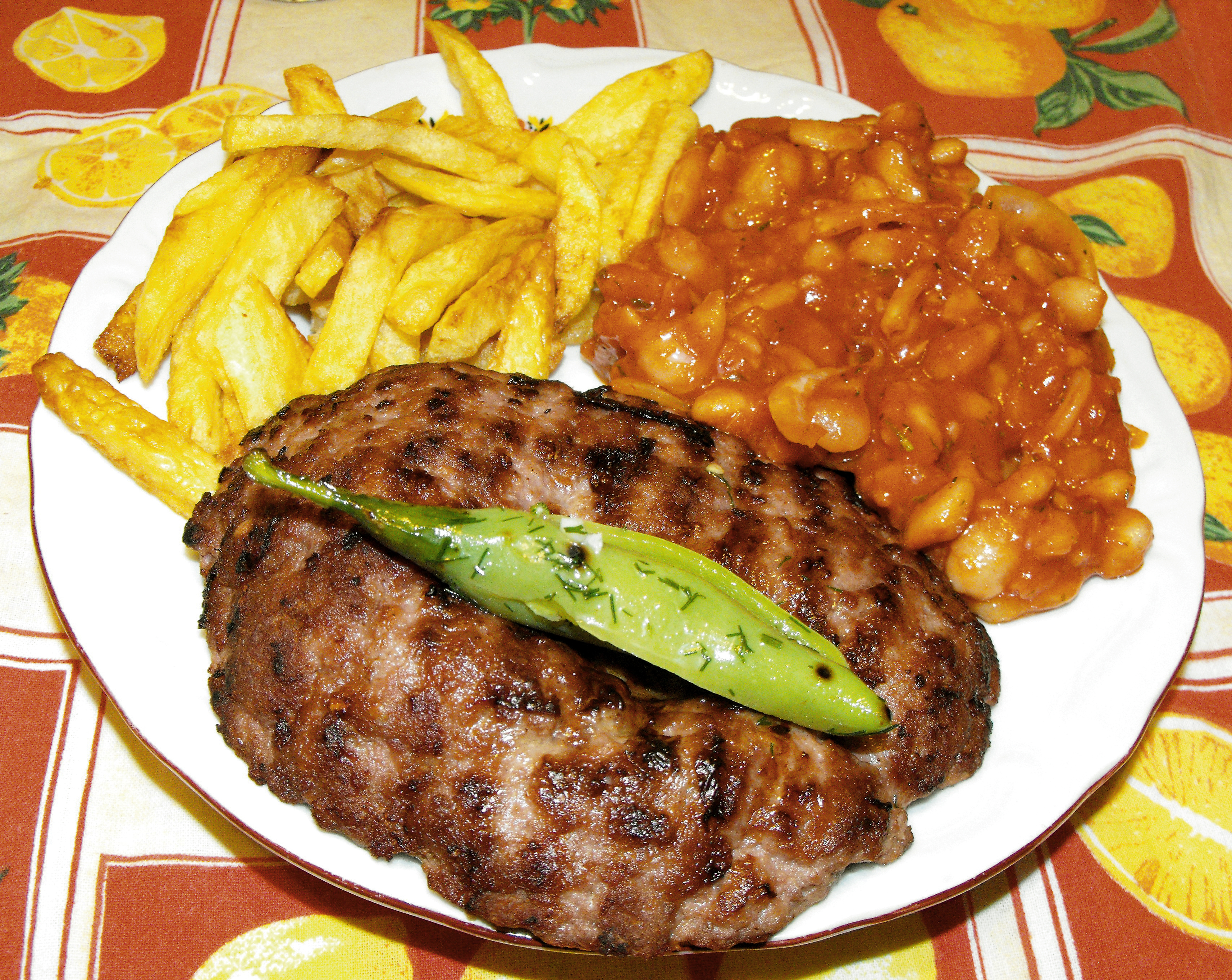
Beispiel eines Salisbury-Steaks, das populär im Balkan ist: Pljeskavica

Als Salisbury-Steak oder englisch Salisbury steak bezeichnet man verschiedene Hackfleischgerichte aus Rindfleisch als Varianten des Beefsteaks. Der Begriff steht dabei für eine Scheibe Rindfleisch und nicht das gleichnamige Filetsteak. Zur Vorbereitung zerkleinert man das Fleisch ursprünglich durch Hacken, was durch Wolfen oder Kuttern ersetzt wurde. Als Erfinder gilt James Salisbury, ein US-amerikanischer Arzt und Erfinder im 19. Jahrhundert.
Man mischt das Hackfleisch mit Rindernierenfett, Ei, Panierbrot und Kapern. Anschließend würzt und formt man es und grillt es dann. Bei der Zubereitung mit „Smothered Onions“ in Nordamerika bedeckt man die gebratenen Scheiben mit angebratenen Zwiebeln und dünstet sie in Demiglace.
Alternativ mischt man das Hackfleisch mit Rauchspeck, Zwiebeln, Gemüsepaprika und Petersilie. Für eine weitere Variante (nordamerikanisch) mischt man Hackfleisch mit Zwiebelwürfeln, würzt es und formt es viereckig. Anschließend hüllt man die Scheiben in ein Schweinenetz, grillt diese und bedeckt sie abschließend mit gebratenen Zwiebeln. Dazu wird Rahmsauce verzehrt.